# Aphaenogaster muelleriana
Aphaenogaster muelleriana är en myrart som beskrevs av Wolf 1915. Aphaenogaster muelleriana ingår i släktet Aphaenogaster och familjen myror. Inga underarter finns listade i Catalogue of Life.